# Pat Travers
Patrick Henry « Pat » Travers (né le 12 avril 1954) est un guitariste, claviériste et chanteur de rock canadien ayant commencé sa carrière dans le milieu des années 1970. Pat Thrall, Nicko McBrain, Mick Dyche, Tommy Aldridge, Peter « Mars » Cowling, Jerry Riggs, et Carmine Appice sont quelques-uns des musiciens célèbres ayant fait partie à un moment donné du Pat Travers Band. Kirk Hammett de Metallica le considère comme un de ses guitaristes préférés.

## Jeunesse
Pat Travers est né et a grandi à Toronto en Ontario. Peu de temps après avoir commencé à jouer de la guitare, à douze ans, il voit Jimi Hendrix en concert à Ottawa. Inspiré par Hendrix, mais aussi Jeff Beck, Eric Clapton et Jimmy Page, Travers joue dans des groupes dès son adolescence. Ses premiers groupes sont The Music Machine, Red Hot, et Merge, qui se produisent dans des clubs du Québec.
Alors qu'il joue avec Merge, il est remarqué par Ronnie Hawkins, qui l'invite à jouer avec lui. Pat Travers se rend ensuite à Londres et, à un peu plus de 20 ans, il signe avec le label Polydor. Son premier album, qui porte son nom, sort en 1976 et a pour bassiste Peter « Mars » Cowling qui restera un pilier du groupe de Pat Travers pour de nombreuses années. En novembre 1976, il fait une apparition dans l'émission de télévision allemande show Rockpalast (qui sortira ensuite en DVD sous le titre Hooked On Music), en compagnie de Cowling et Nicko McBrain.

## Années 1970 et 1980
Durant l'année 1977, Travers ajoute un second guitariste à son groupe, change deux fois de batteur (avec notamment Clive Edwards) et, alors que Heat In The Street sort en 1978, il a constitué le Pat Travers Band. Cette formation comprend Travers au chant et à la guitare, Pat Thrall à la guitare, Cowling à la basse et Tommy Aldridge à la batterie et aux percussions. Le groupe fait de longues tournées, notamment avec Rush sur leur tournée Drive til You Die pour l'album A Farewell to Kings. Le groupe sort ensuite un album live intitulé Live! Go for What You Know, qui atteint la 40e place dans les charts américains et qui contient le titre Boom Boom (Out Go The Lights). Cet album est suivi en 1980 de Crash and Burn (en), qui rentrera lui dans le Top 20, avec Snortin' Whiskey comme titre phare.
Les choses changent pour Travers en août 1980. Après un concert devant 35 000 personnes au Reading Music Festival en Angleterre, Thrall et Aldridge annoncent qu'ils quittent le groupe pour mener d'autres projets. Travers et Cowling s'appuient sur Sandy Gennaro et sortent Radio Active en 1981. Il s'ensuit une tournée en compagnie de Rainbow, pendant laquelle les deux groupes jouent dans les plus grands stades d'Amérique du nord.
Bien que la tournée soit une des plus réussies du groupe, l'album Radio Active atteint difficilement le Top 40. Déçu par les faibles ventes, Polydor Records lâche Travers qui, en retour, attaque la maison de disques en justice sur la base d'un contrat qu'il a signé avec elle pour enregistrer un album. Il gagne son procès et enregistre en 1982 Black Pearl, qui propose de la musique plus grand public que ses albums précédents ; le titre I La La La Love You sera bien placé dans le Top 40 et bien diffusé sur les radios.
Hot Shot, sorti en 1984, est le dernier album de Pat Travers pour un major de la musique et un de ses meilleurs enregistrements, surtout connu pour le single Killer. C'est également à cette époque que Travers sort Just Another Killer Day, une vidéo amateur avec des musiques de Hot Shot, racontant une courte histoire de science-fiction.
Après la sortie de Hot Shot, le bassiste Cowling quitte le groupe et Travers travaille avec différents bassistes avant le retour de Cowling en 1989. Dans le même temps Jerry Riggs rejoint le Pat Travers Band et forme un duo de guitaristes très apprécié des fans. Juste après Hot Shot, Polydor sort un coffret des meilleurs titres de Travers puis met fin à leur relation.
La fin des années 1980 est assez compliquée pour Travers. Ayant débuté la décennie dans le succès musical et commercial, il se retrouve en 1986 sans contrat avec une maison de disques et obligé de tourner et de jouer dans les bars et boîtes de nuit pour vivre. En 1990, il signe avec un petit label européen et sort School Of Hard Knocks, suivi d'une vidéo de concert tournée à Toronto, Boom Boom – Live At The Diamond Club 1990 qui sortira aussi en version audio sur CD (Boom Boom) l'année suivante. Néanmoins, Travers ne retrouve pas le succès qu'il connaissait 10 ans auparavant.
Il réalise toutefois une performance solo remarquable sur le titre "Born under a bad sign" en 1980 avec un solo fantastique, en utilisant pleinement la pédale d'effet "wha wha".

## Discographie
- 1976 : Pat Travers
- 1977 : Makin' Magic
- 1977 : Putting It Straight
- 1978 : Heat In The Street

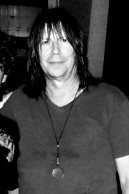
Pat Travers en 2009

- 1978 : The Pat Travers You Missed Mini-Album (EP)
- 1979 : Live! Go for What You Know (live 1978)
- 1980 : Crash and Burn (en)
- 1981 : Radio Active
- 1982 : Black Pearl
- 1984 : Hot Shot
- 1990 : School Of Hard Knocks
- 1991 : Boom Boom (live 1990)
- 1992 : BBC Radio 1 Live In Concert (live 1977 & 1980) (sorti en 2000)
- 1992 : Blues Tracks
- 1993 : Just A Touch
- 1994 : Blues Magnet
- 1995 : Halfway To Somewhere
- 1996 : Lookin' Up
- 1997 : King Biscuit Flower Hour (live 1984)
- 1998 : Blues Tracks 2
- 2000 : Don't Feed The Alligators
- 2000 : Boom Boom – Live At The Diamond Club 1990 (CD & DVD)
- 2003 : Etched In Stone (2-CD live 2002)
- 2003 : P.T. Power Trio (also called : Power Trio)
- 2003 : From The Front...Live! (DVD-Audio live 1984)
- 2005 : PT=MC2
- 2006 : P.T. Power Trio 2
- 2007 : Boom Boom (Out Go The Lights) (live)
- 2008 : Stick With What You Know – Live In Europe (live 2007)
- 2009 : Travelin' Blues
- 2010 : Fidelis
- 2012 : Blues On Fire

## Singles
- 1976 : Makes No Difference
- 1976 : Stop And Smile
- 1977 : Stevie
- 1977 : Rock & Roll Susie
- 1977 : Gettin' Betta
- 1977 : Life In London
- 1978 : Heat In The Street
- 1978 : Go All Night
- 1979 : Boom, Boom (Out Go The Lights) – Live! (single sorti au RU)
- 1980 : Is This Love (single américain)
- 1980 : Snortin' Whiskey (single américain)
- 1980 : Evie (single sorti en Hollande)
- 1980 : Crash and Burn (en)
- 1980 : (Your Love) Can't Be Right
- 1981 : My Life Is On The Line
- 1981 : New Age Music
- 1982 : I La La La Love You
- 1982 : Rockin'
- 1982 : I'd Rather See You Dead
- 1984 : Women On The Edge Of Love
- 1984 : Killer

## Compilations
- 1985 : Boom Boom: The Best Of Pat Travers
- 1990 : An Anthology Vol.1
- 1990 : An Anthology Vol.2
- 1991 : The Best Of Pat Travers
- 1997 : Best Of Blues + Live! (studio & 1997 live recordings)
- 2003 : 20th Century Masters: The Best Of Pat Travers
- 2004 : Rock Solid: The Essential Collection (Germany)
- 2008 : 8+8: The Best Of '70–'80 (live recordings) (Germany)
- 2015 : Feelin’ Right: The Polydor Albums 1975-1984

## Albums de Travers & Appice
- 2004 : It Takes A Lot Of Balls
- 2005 : Live At The House Of Blues
- 2005 : Bazooka

## Participations
- 1977 : Play Me Out de Glenn Hughes
- 1983 : Valley Girl (B.O.)
- 1993 : L.A. Blues Authority, Vol.III: Hats Off To Stevie Ray (Divers artistes)
- 1993 : L.A. Blues Authority, Vol.IV: Fit For A. King (Divers artistes)
- 1993 : Songs From The Better Blues Bureau (Divers artistes)
- 1993 : Masters Of Metal – Live The 70's Ten Hits (Divers artistes)
- 1994 : L.A. Blues Authority, Vol.V: Cream Of The Crop (Divers artistes)
- 1995 : Animal Magnetism (Divers artistes)
- 1997 : Summerhaze (John Kay & Steppenwolf, Blue Oyster Cult, Foghat, Pat Travers) (live)
- 2001 : Voices Of Classic Rock: Voices For America (Divers artistes)
- 2001 : Building The Machine de Glenn Hughes
- 2004 : Sideways (B.O.)
- 2010 : The Circus Bar (Brian Howe)